# 군령부
군령부(軍令部 군레이부[*])는 1893년 5월부터 1945년 10월 15일까지 존재했었던 일본 제국 해군의 중앙 총괄 기관(해군성과 공동으로 수행)이었다. 해군성이 내각에 종속되어 군정과 인사를 담당하는 반면, 군령부는 천황 직속으로 통수를 보좌하는 입장에서 해군 전체의 작전, 지휘를 총괄했다.

## 개요
군령부의 수장은 ‘군령부장’(이후 군령부 총장)이며, 천황에 의해 제독 또는 해군 중장이 임명되었다. 또한 차장은 총장을 보좌한다. 이 두 장관은 어전회의의 구성원이기도 했다.
군령부는 주로 작전 입안, 병력의 운용을 담당한다. 또한 전시는 연합함대 사령장관이 해군을 지휘, 배치를 하지만, 작전 목표는 군령부가 수립한다.
설치 초기 정부 상층부는 육군을 존중하고 있었기 때문에, ‘전시 대본영 조례’에 따라 대본영은 육군 참모 총장이 천황에 대한 전군의 전략적 용병의 책임을 지게 되었다. 이에 대해 해군은 지속적으로 육군과 대등한 지위를 계속 요구했다. 그리고 러일 전쟁 직전, 야마모토 곤노효에 해군 장관으로부터 ‘해군 군령부 조례’를 개정하고, 명칭을 ‘참모 본부’하고 싶다는 (즉 육해군의 참모 본부를 동격으로 하고 싶다는) 상주를 받은 메이지 천황은 1903년 9월 12일에 이 건을 원수부에서 검토해볼 것을 명령했다.
그러나 원수부는 이 상주을 받아들이지 않았고, 10월 21일 메이지 천황은 도쿠다이지 사네쓰네 시종장을 통해 야마가타 아리토모 원수(육군 대장)에게 재고를 촉구했다. 결국 육군은 어쩔 수 없이 전시 대본영 조례를 개정했다. (그러나 군령부의 개명은 받아들여 지지 않았다.) 그리하여 해군 군령부장은 참모 총장과 대등한 입장에서 작전 용병에 책임지게 되었다. 또한 후시미노미야 히로야스(博恭王)가 군령부장을 했을 때에는 군령부의 입지가 강화되었고, 해군의 독립성이 더욱 강화되었다.
그러나 조직은 육군이 압도적으로 컸고, 해군은 항상 육군에 흡수된 형태였다. 실제로 근위 수상 때에는 미국과의 전쟁을 피하기 위해 “미국 해군에 이길 수 없다”고 해군에게 고백시키려고 압력을 가해 해군의 존재 의의가 거론되는 상황에 빠진 적도 있었다. 이에 고심에 빠진 해군성은 “해군은 무적이다”라고 활발히 홍보하면서 해군의 존재 의의를 유지하려고 했지만 군령부는 이에 당황하게 되었다. 또한 태평양 전쟁 중, 권력의 집중을 도모하기 위해 도조 히데키 총리의 명령으로 시마다 시게타로 해군장관이 군령부 총장을 겸임했을 때 해군 내부에서 큰 반발이 일어났다. 전력 강화를 위해 육군에서 종종 통합 방안이 제기되었지만, 통수권을 방패로 통합을 막았다. 해군의 독립을 확보하지 못해 종전 공작이 더 어려웠던 것이 아닐까라고 반성회에서는 지적하고 있다.
태평양 전쟁의 개전에서 패전에 이르기까지에 대한 내막이나 반성은 개전 시 1부 1과에서 작전을 담당한 사나기 사다무(佐薙毅)를 비롯한 부원들의 증언이 해군반성회에 남아 있다.

## 연혁
- 1884년 2월 해군성의 병 제21호에 의해 해군성의 외국 조직으로 ‘군사부’가 설치
- 1886년 3월 참모 본부 조례 개정에 따라 ‘참모본부 해군부’가 설치되어 군정과 군령이 분리되었다.
- 1888년 5월 ‘해군 참모본부’가 된다.
- 1889년 3월 ‘해군 참모부’가 되어, 다시 해군성 관할이 된다.
- 1893년 5월 칙령 제36호 해군성 관제 개정에 의해 군령의 관할이 해군성에서 분리독립한 해군참모부에 옮겨진다.
- 1893년 5월 칙령 제37호 해군 군령부 조례에 의해 ‘해군 군령부’가 설치된다. 군령 기관으로 육군 참모 본부와 평시에만 대등하다.
- 1903년 12월 칙령 제293호 전시 대본영 조례 개정에 의해 전시에서도 군령 기관으로 육군 참모 본부와 대등하다.
- 1933년 10월 군령 海 제5호 군령부령에 의해 관의 ‘해군’이 빠져 군령부가 들어서고, 해군 군령부장에서 군령부 총장이 된다.
- 1945년 10월 15일 군령 海 제8호에 의해 폐지된다.

### 자료
- 도요타 미노루 (1987년). 《해군군령부》. 고단샤. ISBN 4-06-203155-8.
- 도요타 미노루 (1993년). 《해군군령부》. 고단샤. ISBN 4-06-185556-5.

## 같이 보기
- 일본 해군성